# کراس آنجو
کراس آنجو: روندو اژدها و فرشته (به ژاپنی: クロスアンジュ 天使と竜の輪舞 ,Kurosu Anju Tenshi to Ryū no Rondo) همچنین به طور خلاصه کراس آنجو شناخته می‌شود، یک مجموعه تلویزیونی انیمه ژاپنی به کارگردانی یوشیهارو آشینو و تهیه شده توسط استودیو سانرایز است که پخش آن از ۵ اکتبر ۲۰۱۴ شروع شده و تا ۲۹ مارس ۲۰۱۵ ادامه داشت. نسخه مانگا این مجموعه هم به تعداد ۳ جلد از ۳ اوت ۲۰۱۴ تا ۲۸ ژوئن ۲۰۱۵ در وبگاه کامیک واکر منتشر شد.
همچنین یک بازی ویدئویی اکشن نیز تحت عنوان کراس آنجو: روندو اژدهایان و فرشته‌ها تی‌آر. در تاریخ ۲۸ مه ۲۰۱۵، برای کنسول بازی دستی پلی‌استیشن ویتا در دسترس قرار گرفت.